# Anacapri
Anacapri là một đô thị của Ý, nằm trên đảo Capri thuộc Thành phố đô thị Napoli trong vùng Campania. Anacapri có diện tích 6,39 km2, dân số theo ước tính năm 2004 của Viện thống kê quốc gia Ý là 6240 người. Tên của đô thị mang tiền tố ana- trong tiếng Hy Lạp cổ nghĩa là "nằm trên" hoặc "phía trên", nhấn mạnh vị trí của nó ở cao hơn địa hình trung bình của đảo Capri. Về mặt hành chính, Anacapri là đô thị độc lập khỏi thành phố Capri. Địa điểm nổi tiếng nhất của Anacapri là Villa San Michele.

## Khái quát
Nhà soạn nhạc người Pháp Claude Debussy thường xuyên ghé thăm Anacapri. Trong tuyển tập đầu tiên của mình, ông đặt tên bản nhạc Les collines d'Anacapri số 5 (có nghĩa "Những ngọn đồi ở Anacapri") theo tên của nơi này.
Một trong những điểm du lịch được yêu thích nhất của Anacapri là cáp treo cao 589m lên đỉnh Monte Solaro, nơi khách tham quan có thể ngắm toàn cảnh bờ biển phía Nam đảo Capri.
Giao thông của đô thị bao gồm hệ thống xe buýt kết nối với Cảng Lớn (Marina Grande) cũng như với thành phố Capri. Hải đăng Punta Carena cách Anacapri khoảng 3 km.

## Hình ảnh

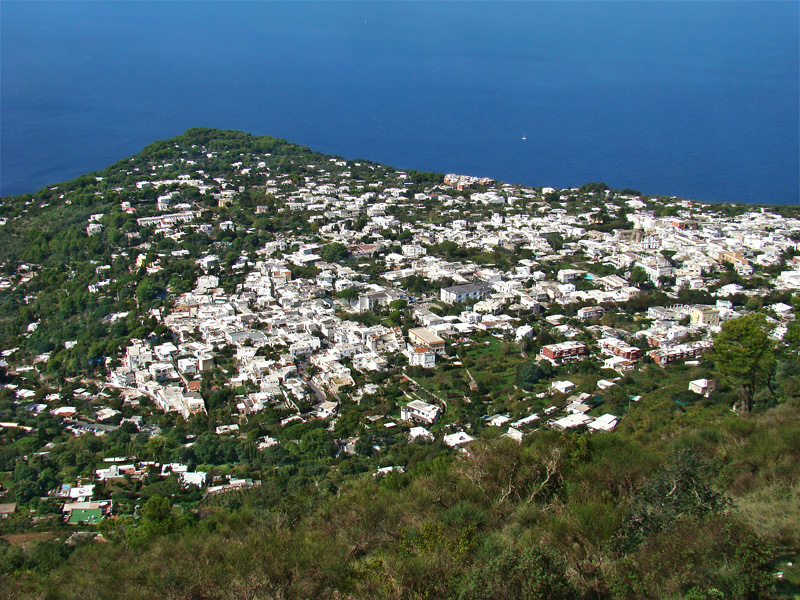
Anacapri nhìn từ cáp treo lên đỉnh Monte Solaro
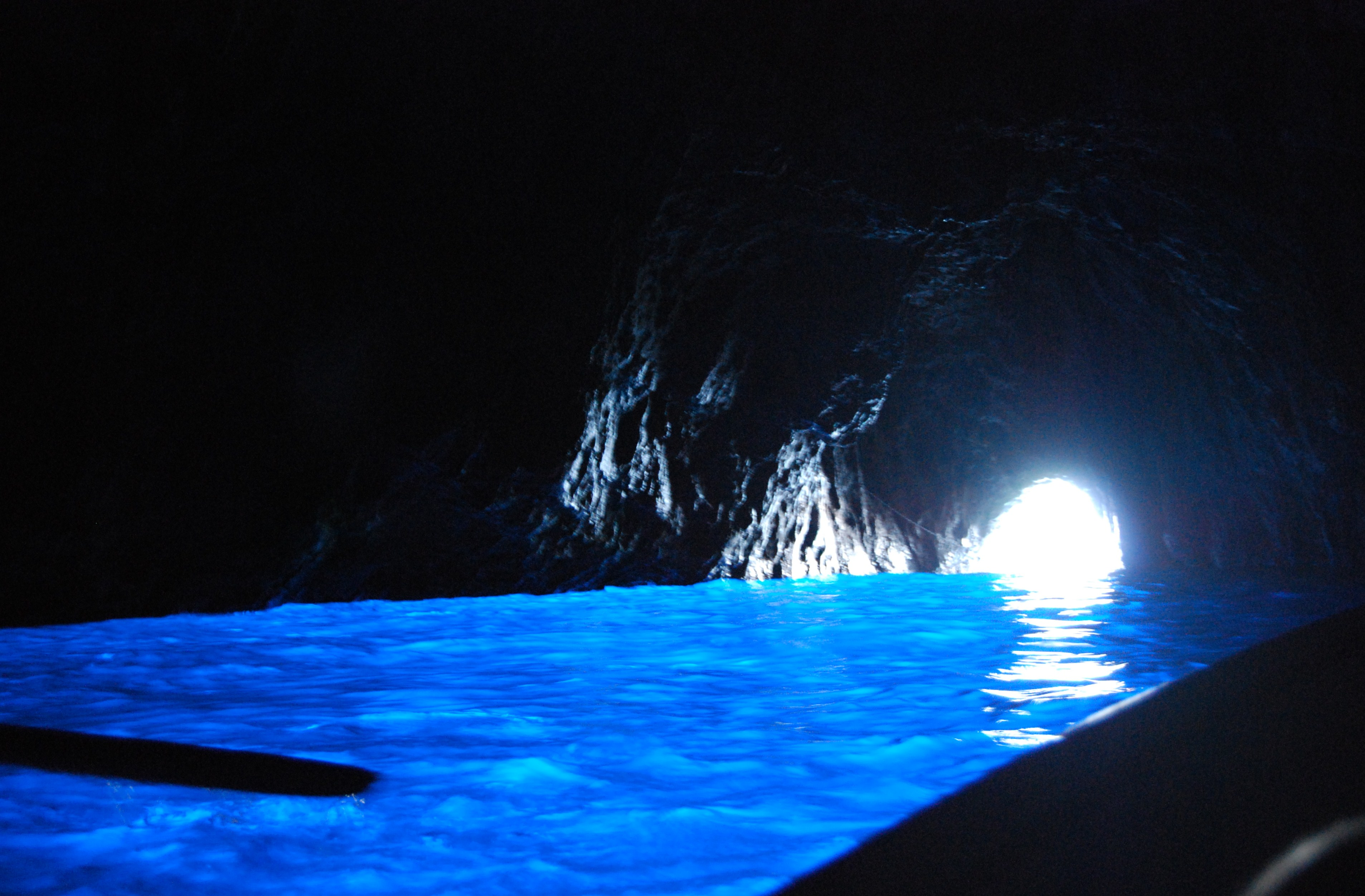
Hang Xanh. Đây là một trong hai hang với kiến tạo đặc biệt, khiến ánh sáng mặt trời rọi vào hang qua làn nước xanh. Hang còn lại ở Malta.
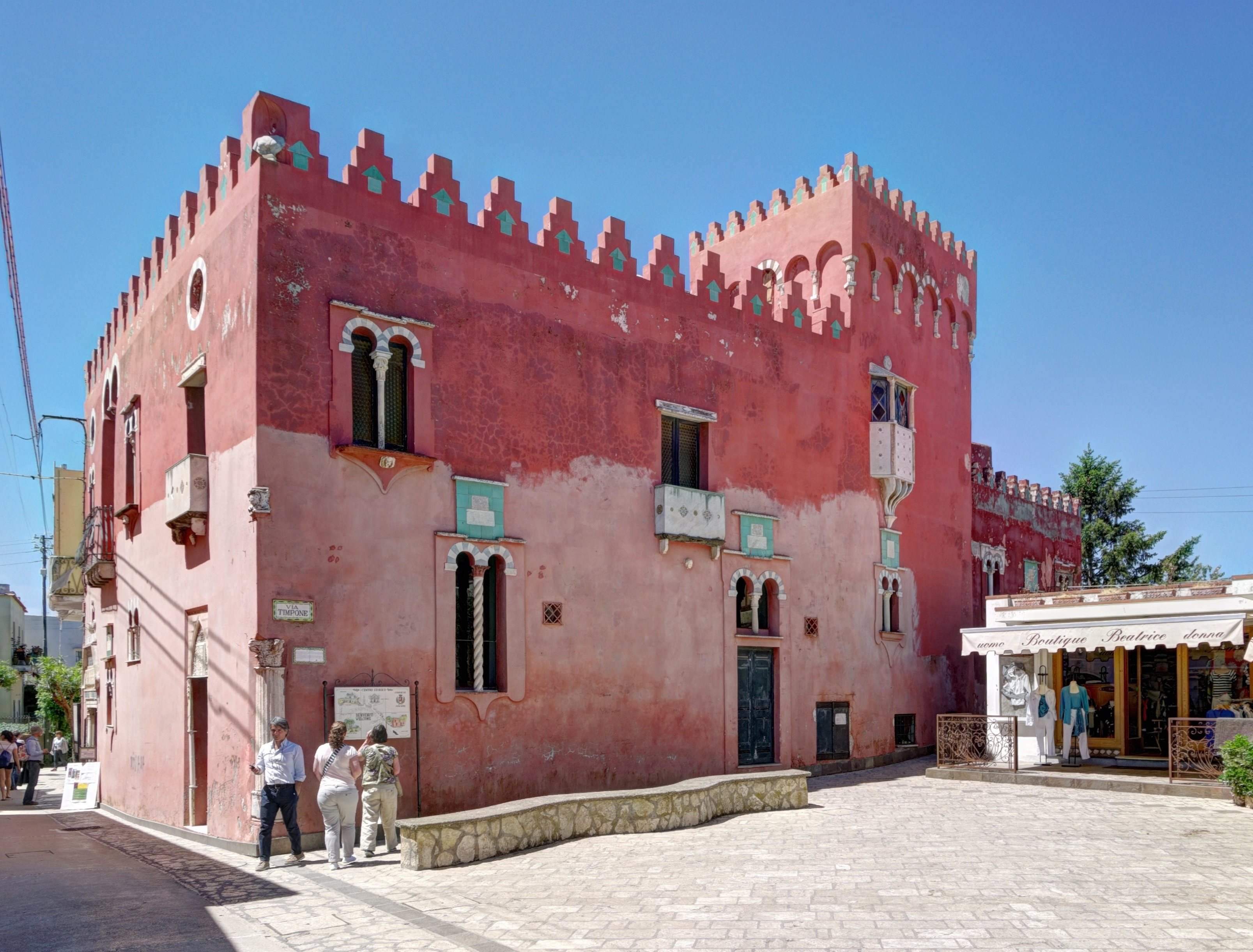
Casa Rossa
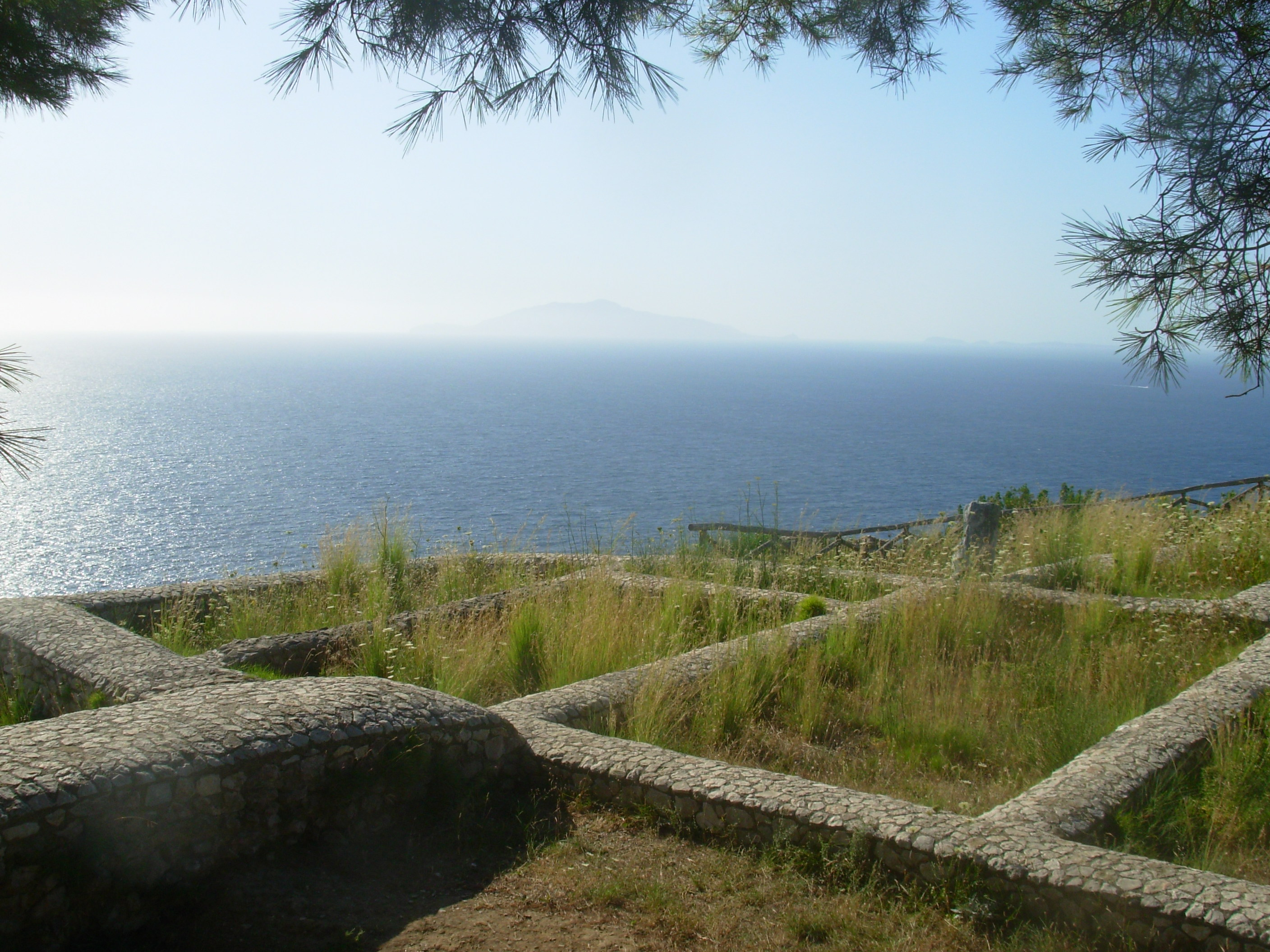
Tàn tích củaVilla Damecuta
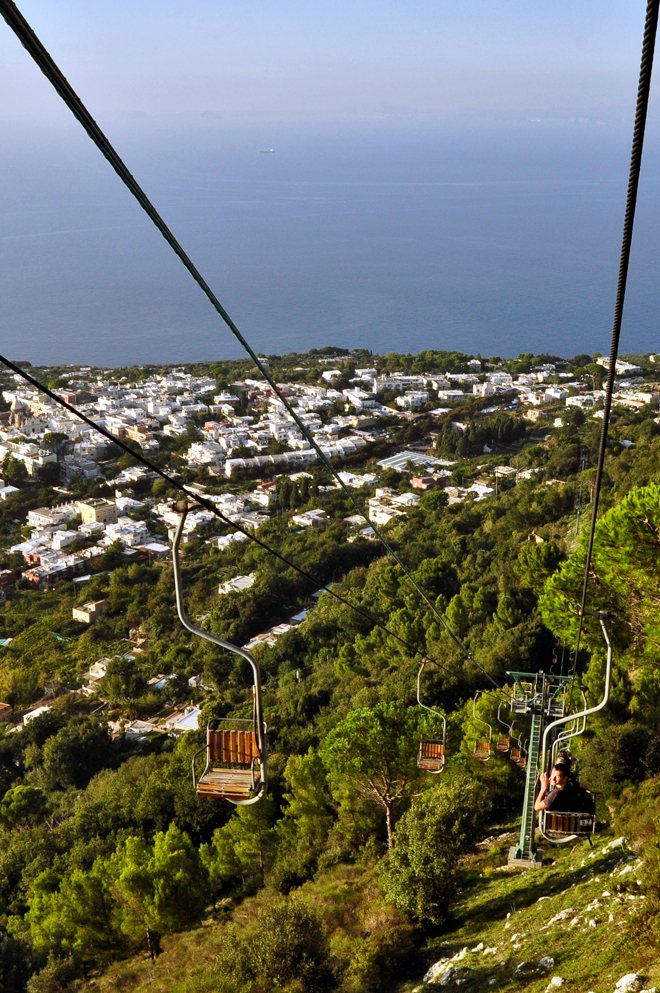
Cáp treo lên Monte Solaro
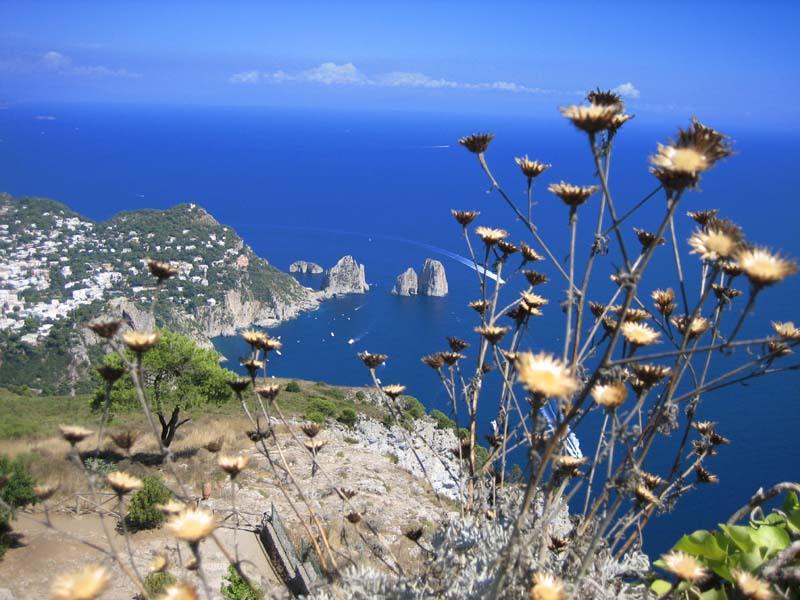
Góc nhìn từ Monte Solaro tới Faraglioni
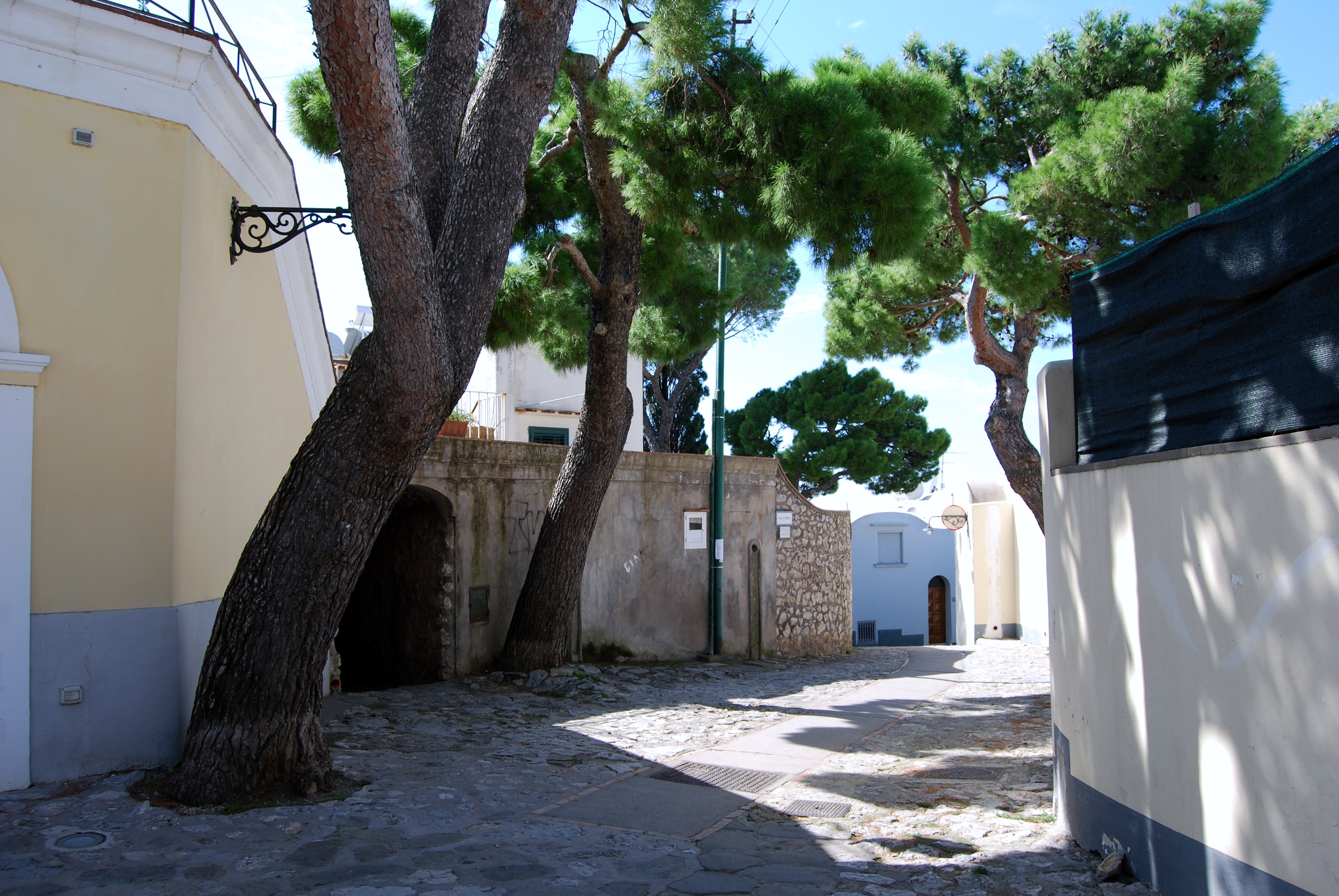
Một con phố ở Anacapri